# Chahpouhr Mihran
Chahpouhr Mihran est un général iranien membre de la maison des Mihrān, qui eut l’occasion de gouverner l'Arménie après avoir étouffé une révolte des Arméniens.

## Biographie
Le roi sassanide Péroz Ier, désireux de venger son partisan, Varsken, prince ibère assassiné par le roi Vakhtang Gorgasali, envoya son général Chahpouhr Mihran en Ibérie. Pour se défendre, Vakhtang fit appel aux Huns et aux seigneurs arméniens, invoquant la solidarité entre chrétiens. Après avoir soigneusement pesé sa décision, Vahan Mamikonian accepte de se révolter contre les Perses. Il chasse le marzpan Adhour Gouchnasp, fait nommer Sahak Bagratouni comme nouveau marzpan, et défait complètement l'armée perse envoyée en renfort.
Durant l'été 482, Chahpouhr Mihran menace l'Ibérie et Vakhtang appelle les Arméniens à la rescousse. Vahan et Sahak arrivent à la tête d'un armée, mais elle est battue à Akesga, où Sahak est tué. Vahan conduit les débris de l'armée arménienne dans les montagnes, où il mène des actions de guérilla, tandis que Chahpouhr Mihran reprend le contrôle de l'Arménie. Il est ensuite rappelé à la cour de Ctésiphon et Vahan Mamikonian en profite pour reprendre le contrôle de Dvin.